# Buxières-lès-Clefmont
Buxières-lès-Clefmont is een gemeente in het Franse departement Haute-Marne (regio Grand Est) en telt 23 inwoners (2009). De plaats maakt deel uit van het arrondissement Chaumont.

## Geografie
De oppervlakte van Buxières-lès-Clefmont bedraagt 5,3 km², de bevolkingsdichtheid is dus 4,3 inwoners per km².
De onderstaande kaart toont de ligging van Buxières-lès-Clefmont met de belangrijkste infrastructuur en aangrenzende gemeenten.

## Demografie
Onderstaande figuur toont het verloop van het inwonertal (bron: INSEE-tellingen).